# Vesper (Wisconsin)
Vesper es una villa ubicada en el condado de Wood, Wisconsin, Estados Unidos. Según el censo de 2020, tiene una población de 513 habitantes.

## Geografía
Está ubicada en las coordenadas 44°28′50″N 89°58′3″O / 44.48056, -89.96750. Según la Oficina del Censo de los Estados Unidos, tiene una superficie total de 2.99 km², correspondientes en su totalidad a tierra firme.

## Demografía
Según el censo de 2020, hay 513 personas residiendo en la zona. La densidad de población es de 171.57 hab./km². El 94.54% son blancos, el 0.97% son asiáticos, el 0.39% son de otras razas y el 4.09% son de una mezcla de razas. Del total de la población, el 0.78% son hispanos o latinos de cualquier raza.